# Серж Панин (фильм)
«Серж Панин» — французский чёрно-белый художественный фильм 1939 года, снятый режиссёрами Шарлем Мере и Полем Шиллером.
Экранизация одноименного романа Жоржа Оне.
Премьера фильма состоялась 20 января 1939 года.

## Сюжет
Мать семейства, мадам Деварен растит двух дочерей, Мишлен и Жанну, при этом Жанна — её приемная дочь. Жанна влюбляется в беспринципного авантюриста, князя Сержа Панина, который решает жениться на Мишлен ради получения большого приданого. Вскоре вскрывается истинная цель Сержа и мадам Деварен убивает его, чтобы спасти своих дочерей.

## В ролях
- Франсуаза Розе — мадам Деварен
- Юкка Трубецкой — Серж Панин
- Пьер Ренуар — Кейрол
- Андре Гиз — Жанна
- Сильвия Батай — Мишлен
- Люсьен Розенберг — Дюк
- Дениз Грей — мадам Хартон
- Жак Энли — месье Хартон
- Клод Леманн — Пьер
- Элиза Руис